# Aucazein
Aucazein település Franciaországban, Ariège megyében. Lakosainak száma 62 fő (2022. január 1.). Aucazein Argein, Bonac-Irazein, Buzan, Illartein, Villeneuve és Antras községekkel határos.

## Népesség
A település népességének változása:
| Lakosok száma | 80   | 52   | 48   | 61   | 64   | 62   | 59   | 55   | 53   | 62   |
|               | 1968 | 1982 | 1990 | 2006 | 2013 | 2015 | 2017 | 2019 | 2020 | 2022 |